# Klappgröt

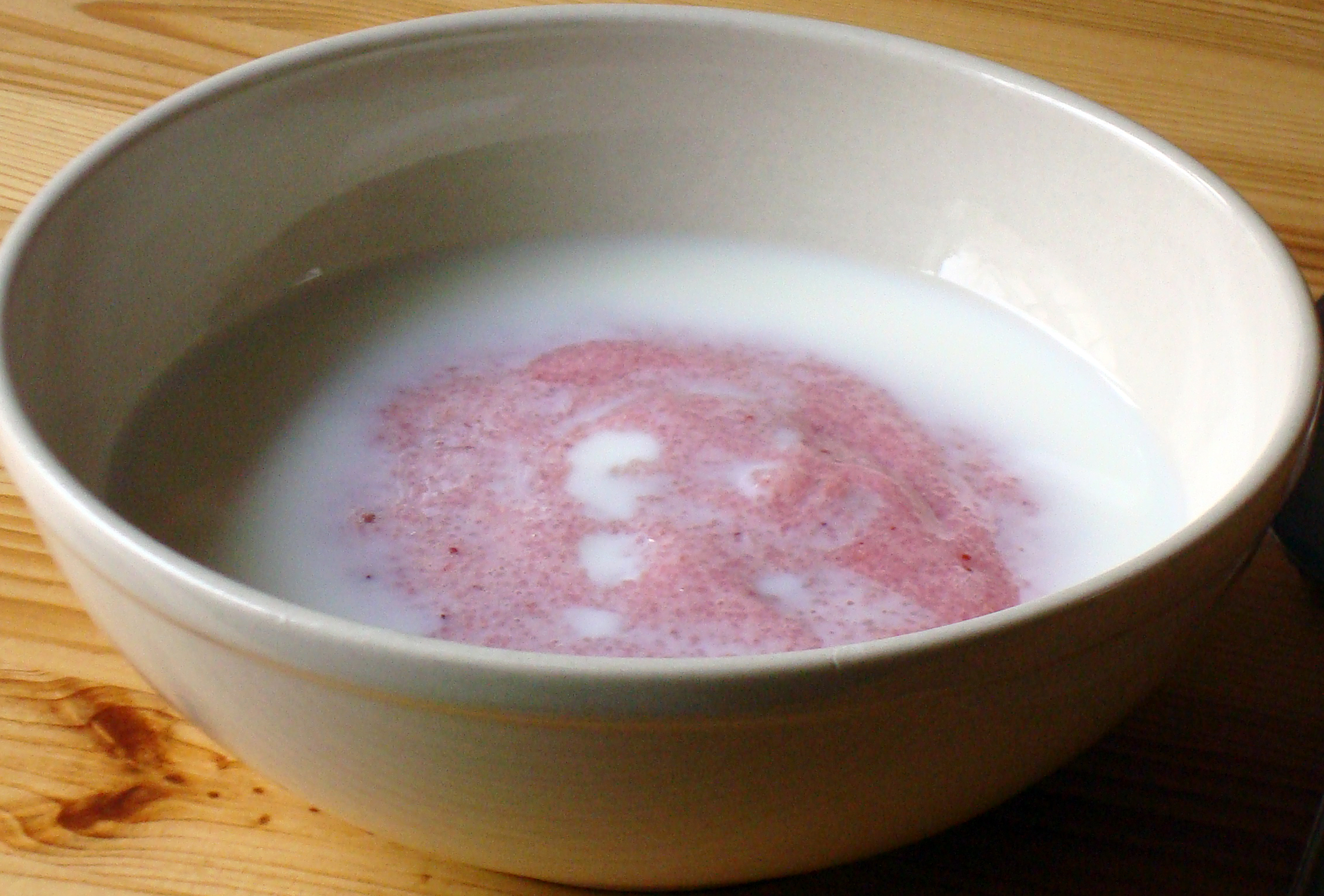
En skål med klappgröt gjord på lingonsaft, serverad med mjölk.

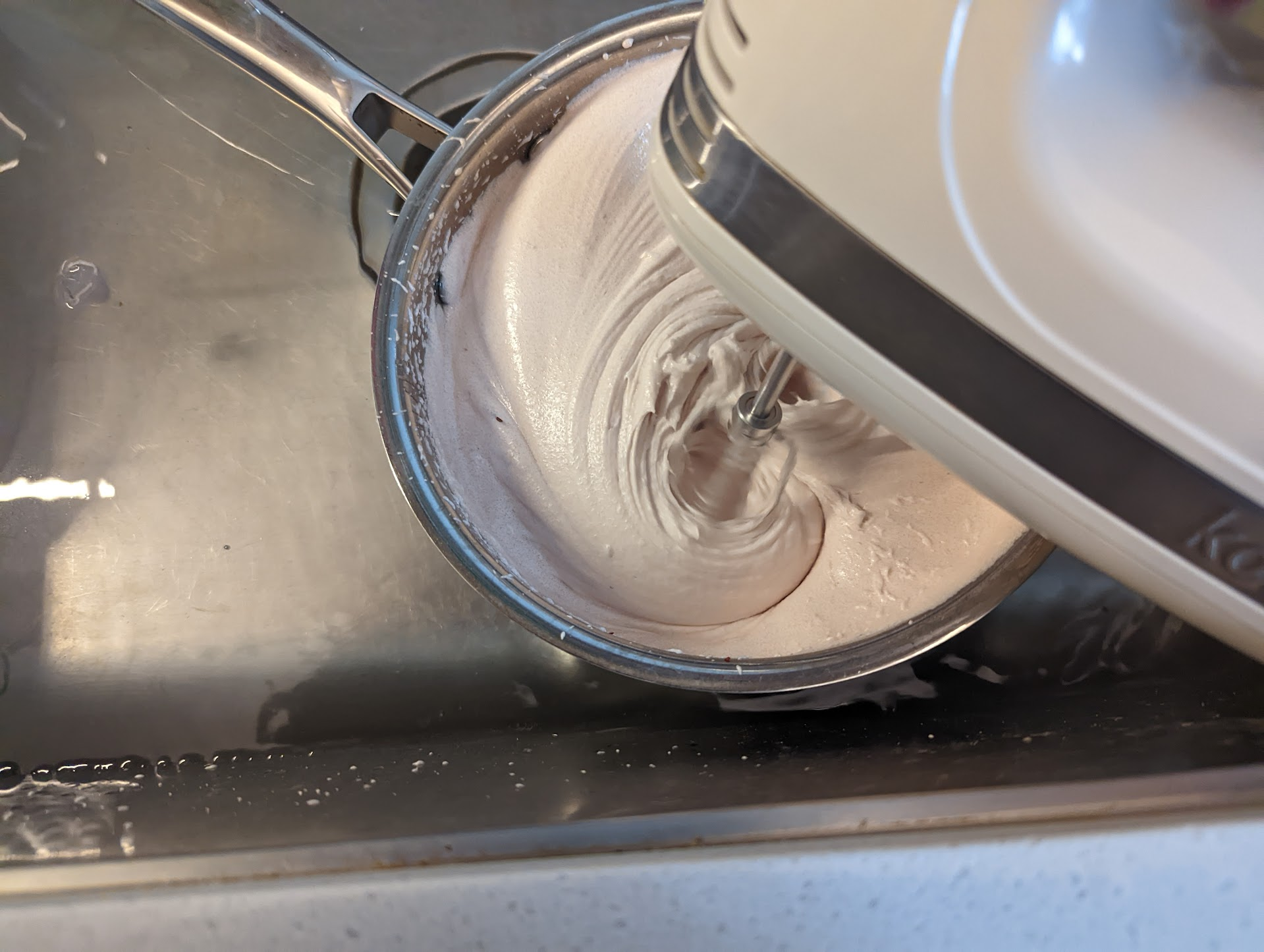
Klappgröt tillagas.

Klappgröt, klappkräm, vispgröt (i Finland) eller trollgröt är en svensk och finsk (vispipuuro) efterrätt, lagad på mannagryn och lingon (alternativt andra bär eller saft/sylt). Grynen kokas med vatten till en gröt, och därefter hälls lingonsaft eller lingonsylt i. Efter att gröten kokats upp på nytt vispas den kraftigt tills den blir porös. Den kan eventuellt smaksättas med lite citron innan den serveras med mjölk.
Även i Estland äts det klappgröt och benämns då som mannavisp (mannavaht). Smaksättningen kommer traditionellt från lingon men kan varieras med vinbär, rabarber, äpplen eller annat från skog och trädgård.[källa behövs]

## Etymologi
Klappgröt är en sammansättning av klappa och gröt. Ordet har belägg i svenska språket från 1916.
Vispgröt kommer från det finska ordet vispipuuro som betyder just vispgröt. I Ordbok över Finlands svenska folkmål finns både bärgröt och klappgröt. Bruket av klappgröt är belagt till Iniö och beskrivningen lyder vispad eller klappad gröt av vinbär.
Användningen av ordet bärgröt är belagt till Kumlinge och Houtskär.